# 阿蘇市立宮地小学校
阿蘇市立宮地小学校（あそしりつ みやじしょうがっこう）は、かつて熊本県阿蘇市一の宮町宮地にあった公立小学校。

## 沿革
- 1873年（明治6年）12月 - 官許を得て明峻堂を開設
- 1874年（明治7年）12月 - 宮地小学校と改称
- 1876年（明治9年） - 字島田（現境内駐車場）に校舎を新築
- 1886年（明治19年） - 学制改革により尋常宮地小学校と改称
- 1887年（明治20年）4月 - 高等小学校を併置、西宮小学校（現分区）と合併
- 1888年（明治21年）6月 - 字石打（現在地）に校舎移転改築
- 1901年（明治34年）4月 - 宮地町立宮地尋常小学校と改称
- 1922年（大正11年）4月 - 高等科を併設し、宮地町立宮地尋常高等小学校と改称
- 1941年（昭和16年）4月 - 国民学校令施行により宮地町立宮地国民学校と改称
- 1947年（昭和22年）4月 - 学制改革により高等科を廃止し、宮地町立宮地小学校と改称
- 1954年（昭和29年）4月 - 町村合併により一の宮町立宮地小学校と改称
- 2005年（平成17年）4月 - 阿蘇市誕生に伴い、阿蘇市立宮地小学校と改称
- 2013年（平成25年）3月 - 阿蘇市立中通小学校を統合
- 2016年（平成28年）4月 - 坂梨・古城小学校との統合により廃校